# Feuchtwangen
Feuchtwangen est une ville allemande de Bavière, dans l'arrondissement d'Ansbach et le district de Moyenne-Franconie.

## Géographie

Situation de la ville de Feuchtwangen dans l'arrondissement d'Ansbach.

Feuchtwangen est située dans le sud-ouest de l'arrondissement d'Ansbach, sur la Route romantique, à 29 km au sud-ouest d'Ansbach, le chef-lieu de l'arrondissement et à 11 km de Dinkelsbühl. La ville, une des plus étendues de Bavière, est arrosée par la rivière Sulzbach, affluent de la Wörnitz.
Feuchtwangen est limitrophe du land de Bade-Wurtemberg (arrondissement de Schwäbisch Hall). Plusieurs communes ont été incorporées dans les années 1970 au territoire de Feuchtwangen :
- 1971, Banzenweiler, Krapfenau
- 1972, Aichau, Aichenzell, Breitenau, Dorfgütingen, Heilbronn, Larrieden, Mosbach, Vorderbreilenthann.

## Démographie
Ville de Feuchtwangen seule :
| 1890  | 1910  | 1933  | 1939  |
| ----- | ----- | ----- | ----- |
| 2 372 | 2 486 | 2 370 | 2 378 |

Ville de Feuchtwangen dans ses limites actuelles :
| 1840  | 1871  | 1900  | 1910  | 1925  | 1933  | 1939  | 1950   | 1961  |
| ----- | ----- | ----- | ----- | ----- | ----- | ----- | ------ | ----- |
| 7 636 | 8 081 | 7 755 | 7 935 | 7 775 | 7 589 | 7 315 | 10 687 | 9 626 |

| 1970   | 1987   | 1995   | 2000   | 2009   | - | - | - | - |
| ------ | ------ | ------ | ------ | ------ | - | - | - | - |
| 10 658 | 10 603 | 12 006 | 12 107 | 12 173 | - | - | - | - |

## Histoire
| Appartenances historiques Burgraviat de Nuremberg 1376–1398 Principauté d'Ansbach 1398–1792 Royaume de Prusse 1792–1806 Royaume de Bavière 1806–1918 République de Weimar 1918–1933 Reich allemand 1933–1945 Allemagne occupée 1945–1949 Allemagne 1949–présent |

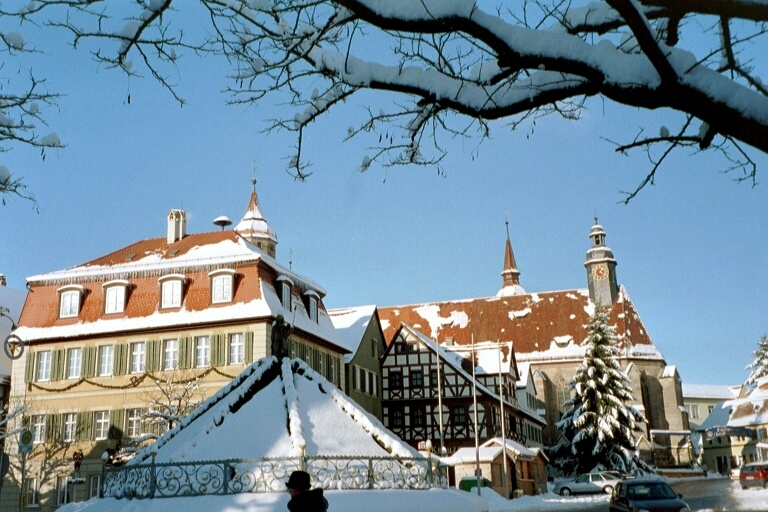
La place du Marché en hiver

Les premières mentions écrites de la ville datent des années 818-819 et de la création d'un monastère bénédictin. En 1197, un chapitre de chanoines fait son apparition pour la gestion de la cathédrale ainsi que les premières mentions de la cité entre 1150 et 1178.
1241 voit Feuchtwangen devenir ville libre impériale. Deux villes existent alors côte à côte : la ville monastique et la ville marchande. Feuchtwangen adhère alors avec Dinkelsbühl et Rothenburg ob der Tauber à l'union des villes souabes pour défendre ses intérêts face aux princes locaux et profite de sa situation géographique pour s'enrichir.
Malheureusement, en 1376, la ville, ne pouvant plus honorer ses charges, est incorporée aux domaines du margrave d'Ansbach et à sa principauté. Un rempart réunissant les deux villes jumelles est édifié et une nouvelle période d'épanouissement peut commencer. La Réforme protestante est introduite dans la cité en 1533. Au XVIIe siècle, les destructions de la Guerre de Trente Ans provoquent un grand appauvrissement, notamment lors des pillages suédois de 1631, 1632 et 1634.
En 1791, comme le reste de la principauté, Feuchtwangen est intégrée au royaume de Prusse, puis, en 1806, à celui de Bavière, elle devient alors le chef-lieu d'un arrondissement (majoritairement luthérien) qui existera jusqu'après 1945.
Dès le XVIIIe siècle, une petite communauté juive est installée à Feuchtwangen (75 personnes en 1933). La synagogue, construite en 1833, est profanée et brûlée en 1938 lors de la Nuit de Cristal.
Pendant le XIXe siècle, certaines portes et portions des remparts sont démolies, et, malgré l'arrivée du chemin de fer, le développement de la cité stagne : 26 631 habitants en 1910 et 26 970 en 1933.
La Seconde Guerre mondiale occasionne assez peu de destructions dans la vieille ville. Un grand nombre de réfugiés est alors installé dans l'arrondissement (encore 5 500 personnes en 1960 pour une population totale de 33 900 habitants dans l'arrondissement).

## Culture
Chaque année, de juin à août, se déroule le Kreuzgangspiele Feuchtwangen, festival de théâtre en plein air. Au mois de septembre, la Mooswiese a lieu, la grande fête populaire, un spectacle très connu dans la région.

## Monuments

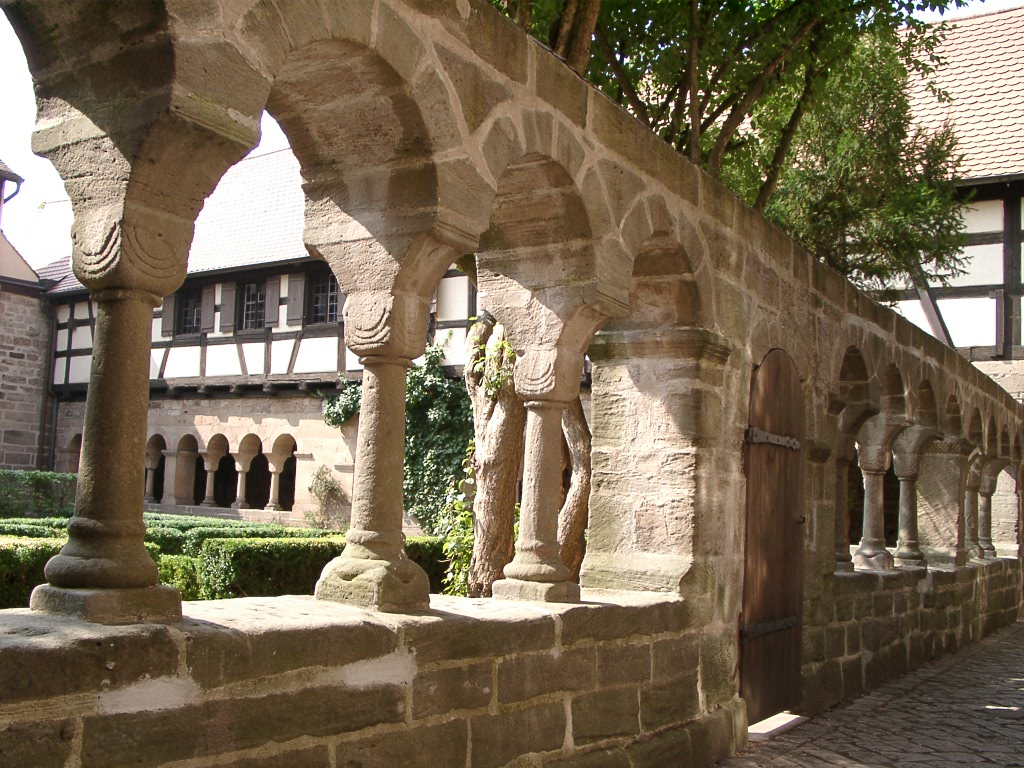
Le cloître roman de la collégiale (Stiftskirche)

Au centre de la vieille ville se trouve l'église collégiale gothique, ancienne église du monastère bénédictin qui abrite l'autel de la Vierge de Michael Wolgemut, maître de Albrecht Dürer, et qui possède aussi un intéressant cloître roman de la deuxième moitié du XIIe siècle.
La Place du Marché (Marktplatz), où se mêlent avec harmonie maisons patriciennes et maisons franconiennes anciennes à colombages est ornée d'une fontaine de 1726.
La ville a conservé une grande partie de ses remparts médiévaux, de ses tours de défense et de ses portes. De nombreuses ruelles sont bordées de maisons traditionnelles.

## Jumelages
- Lana (Italie), dans la province de Bolzano et la région de Trentin-Haut-Adige
- Morhange (France), en Moselle, dans la région Lorraine

## Personnalités
- Walther von der Vogelweide, poète allemand du Moyen Âge (vers 1170-1230)
- Konrad von Feuchtwangen, (1230-1296), grand-maître de l'Ordre Teutonique
- Siegfried von Feuchtwangen, grand-maître de l'Ordre Teutonique de 1303 à 1311
- Andreas von Gundelsheimer, (1668-1715), médecin
- Adalbert Schnizlein, (1814-1868), botaniste